# Galáxia Anã de Coma Berenices

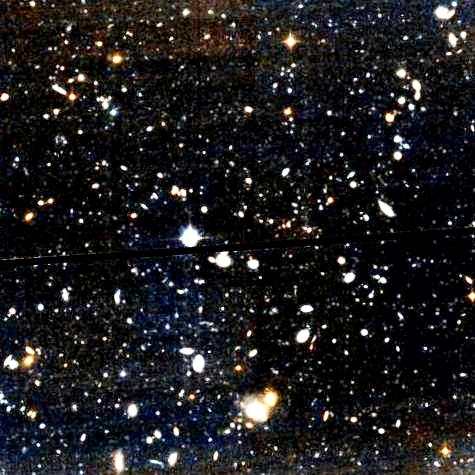
A Galáxia Anã de Coma Berenices.

A Galáxia Anã de Coma Berenices é uma galáxia anã situada na constelação  de Coma Berenices que descoberta em 2006, através dos dados obtidos pelo Sloan Digital Sky Survey. Esta galáxia está localizada a uma distância de cerca de 44 kpc do Sol e se afasta do Sol com a velocidade em torno de 98 km/s. É classificada como uma galáxia anã esferoidal (dSph) o que significa que ela tem uma forma aproximadamente arredondada com o raio de meia-luz de cerca de 70 pc.